# Oued Smar (métro d'Alger)
Oued Smar est une station de la ligne 1 du métro d'Alger actuellement en travaux et qui doit être mise en service à l'horizon 2026. La station est située près du rond point d'Oued Smar au cœur de la commune du même nom, au croisement de la zone industrielle de Oued Smar, le quartier résidentiel de Beaulieu et l'école nationale supérieure d'informatique.

## Histoire
La station fait partie de l'extension B1  de la ligne 1 du métro d'Alger dont les travaux ont débuté en 2015.
Le tunnelier qui creuse cette extension y a été introduit début 2020. Le chantier sert aussi d'atelier de fabrication des voussoirs du tunnel.

## À proximité
- École nationale supérieure d'informatique
- Institut technologique d'entretien électromécanique

## Projets
Elle disposera de deux sorties. Elle sera équipée d'un ascenseur pour personnes à mobilité réduite. Elle est prévue pour être un pôle d'échange avec un parking de 430 places ainsi qu'une station de bus et de taxis.